# Johannes Haindl
Johannes K. Haindl (* September 1956 in München)  ist ein deutscher Journalist und pensionierter Diplomat. Er war von Juli 2020 bis Juni 2022 Botschafter der Bundesrepublik Deutschland in Ungarn. Er ist Vorsitzender der Gesellschaft für Außenpolitik.

## Leben
Nach dem Abitur studierte Haindl von 1976 bis 1980 Rechtswissenschaften und legte 1980 das Erste Staatsexamen sowie nach dem Rechtsreferendariat 1983 das Zweite Staatsexamen ab. Im Anschluss war er als Journalist beim Bayerischen Rundfunk tätig. Dort war er für die politische Berichterstattung mit Schwerpunkt Sicherheitspolitik zuständig. Im Jahr 1987 trat er in den Auswärtigen Dienst ein. Nach Abschluss der Attachéausbildung im Jahr 1988 wurde er in der Kulturabteilung des Auswärtigen Amtes verwendet.
1989 wurde er an die Botschaft Belgrad (Jugoslawien) entsandt und danach von 1991 bis 1994 im Parlaments- und Kabinettsreferat des Auswärtigen Amts eingesetzt, ehe er von 1994 bis 1995 im Rahmen eines Beamtenaustauschs im US-Außenministerium arbeitete. Im Anschluss war er von 1995 bis 1998 Mitarbeiter in der Politischen Abteilung der Botschaft Washington (Vereinigte Staaten) sowie daraufhin stellvertretender Referatsleiter für den Sonderstab Westlicher Balkan im Auswärtigen Amt.
In der Folgezeit war Haindl zwischen 2001 und 2004 Leiter des Referats Westlicher Balkan und daraufhin bis 2006 Beauftragter für Südosteuropa und die Türkei im Auswärtigen Amt, ehe er bis 2009 Ständiger Vertreter des Botschafters in den Vereinigten Staaten war.
Vom 3. September 2009 bis 2011 war Haindl Botschafter in der Tschechischen Republik, von 2011 bis 2015 Vertreter der Bundesrepublik Deutschland im Politischen und Sicherheitspolitischen Komitee (PSK) der Ständigen Vertretung der Bundesrepublik Deutschland bei der Europäischen Union und von Juli 2015 bis Juli 2019 Botschafter der Bundesrepublik Deutschland in Österreich. Im Juli 2020 trat er sein Amt als Botschafter in Ungarn an, das er bis zu seiner Pensionierung im Jahr 2022 innehatte.

## Privatleben
Haindl ist der Sohn von Friedrich Ferdinand Haindl. Haindl ist verheiratet und hat drei Kinder.